# Lodewijk Engelbert van Arenberg

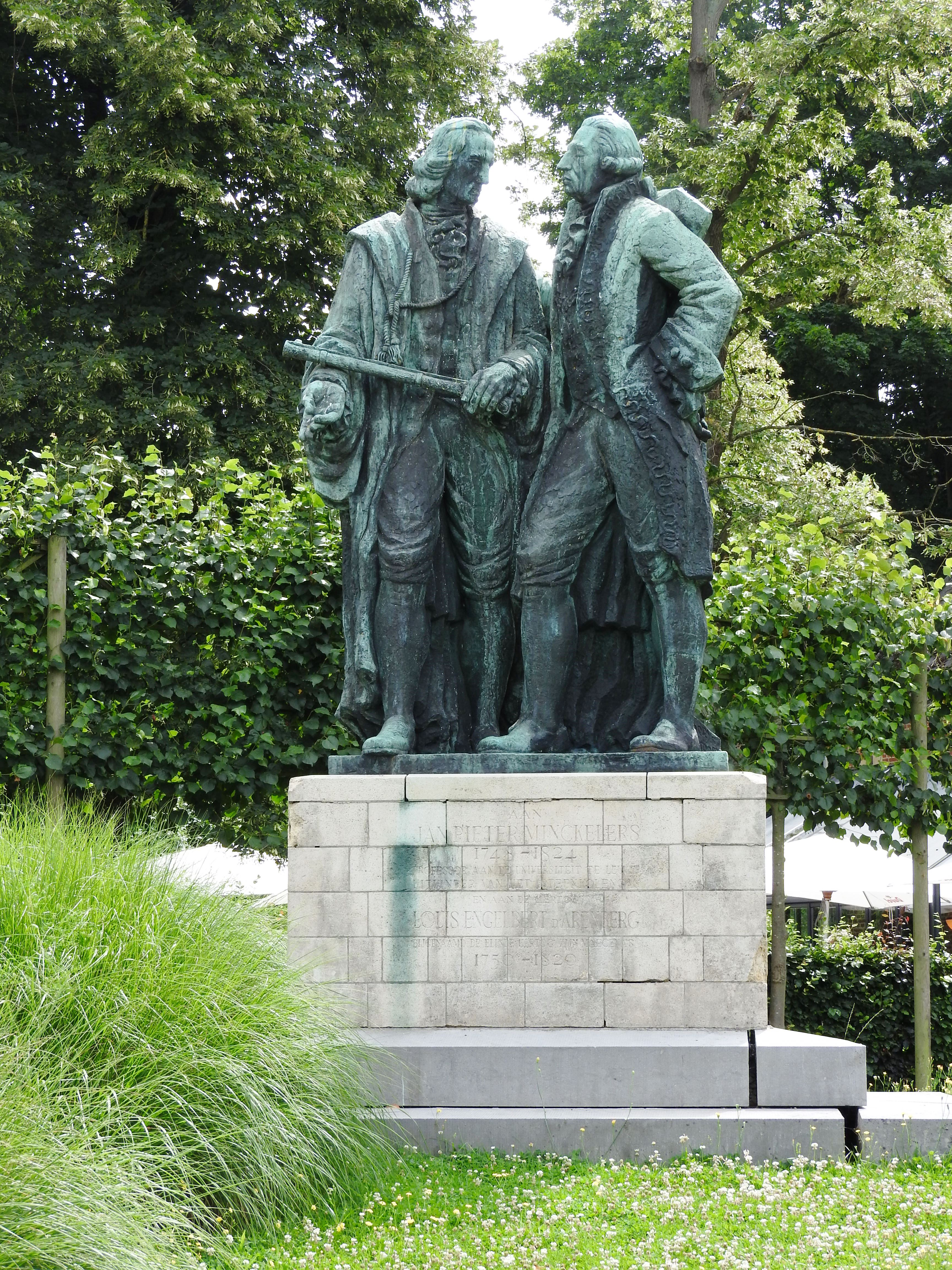
Standbeeld van de hertog en Jan Pieter Minckelers in Heverlee, waar ze op 21 november 1783 een onbemande luchtballon op steenkoolgas oplieten.

Lodewijk Engelbert Marie Jozef Augustijn (Brussel, 3 augustus 1750 - 7 maart 1820), bijgenaamd de blinde hertog, was van 1778 tot 1801 de zesde hertog van Arenberg en van 1803 tot 1810 hertog van een gebied in Noordwest-Duitsland dat eveneens hertogdom Arenberg werd genoemd.

## Biografie
Hij was de zoon van hertog Karel Maria Raymond, een telg uit het belangrijke Zuid-Nederlandse geslacht Arenberg. Zijn zuster Flore was gehuwd met Wolfgang-Willem d'Ursel. Op 24-jarige leeftijd werd hij blind doordat zijn vriend, de Britse gezant William Gordon, tijdens een jachtpartij in het Park van Edingen per ongeluk een schot hagel zijn gezicht loste. Daar een militaire carrière nu niet meer tot de mogelijkheden behoorde, stortte hij zich met enthousiasme op onder andere natuurwetenschap, theater, kunst en muziek. Hij bleef ook jagen en reizen.
De hertog wist de bezittingen van zijn geslacht vrijwel ongeschonden door de Franse Revolutie te krijgen, maar verloor daarna ten gevolge van de annexatie van de linker Rijnoever door Napoleon Bonaparte veel van zijn territoria. Hij werd echter krachtens de Reichsdeputationshauptschluss van 1803 schadeloos gesteld met het uit Recklinghausen en Meppen samengestelde nieuwe hertogdom Arenberg, waarvan hij in datzelfde jaar afstand deed ten gunste van zijn zoon Prosper Lodewijk.
Lodewijk Engelbert werd in 1808 door Napoleon benoemd tot senator en comte de l'Empire. Na 1815 trok hij zich terug in Nederland (België). Het hertogdom Arenberg was reeds in 1810 opgeheven, maar werd in 1815 door het Congres van Wenen aan het geslacht teruggegeven, zij het zonder de soevereiniteit die het voorheen had.

## Huwelijk en kinderen
In 1773 was Lodewijk Engelbert gehuwd met Louise Pauline van Lauraguais, dochter van de hertog van Brancas. Hun kinderen waren:
- Pauline Charlotte (2 sept. 1774 - 1810 Parijs)
- Prosper Lodewijk (1785-1861)
- Philemon (1788)
- Pierre d'Alcantara (1790-1877), stichtte een Franse tak als duc d'Arenberg
- Filips Jozef (1794-1815)